# ۱۳۳۷اکس
۱۳۳۷اکس (به انگلیسی: 1337x) یک وب‌سایت است که فهرستی از فایل‌های تورنت را برای اشتراک‌گذاری فایل‌های همتا به همتا که از طریق پروتکل بیت‌تورنت استفاده می‌شود را ارائه می‌کند. به نوشته وبلاگ خبری تورنت‌فریک، ۱۳۳۷اکس سومین وب سایت محبوب تورنت تا سال ۲۰۲۱ است.

## تاریخچه
۱۳۳۷اکس در سال ۲۰۰۷ تأسیس شد و در سال ۲۰۱۶ پس از بسته شدن کیک‌اس‌تورنتس، محبوبیت فزاینده‌ای داشت. در اکتبر ۲۰۱۶، سایت محددا طراحی شد که قابلیت‌های جدید به آن اضافه شد. نام این سایت از طریق جستجوی گوگل ظاهر نمی‌شود. در سال ۲۰۱۵ سایت از دامنه .pl قدیمی خود به .to منتقل شد تا مسدود شدن توسط موتورهای جست و جود در امان بماند.